# Bernard III van Armagnac
Bernard III van Armagnac (overleden in 1110) was van 1095 tot aan zijn dood graaf van Armagnac. Hij behoorde tot het huis Armagnac.

## Levensloop
Bernard III was de zoon van graaf Gerold II van Armagnac en diens echtgenote Azivella, dochter van burggraaf Odo II van Lomagne. 
In 1095 volgde hij zijn vader op als graaf van Armagnac. Hij bestuurde dit graafschap tot aan zijn dood in 1110.
Bernard was gehuwd met Alpais, dochter van burggraaf Boso I van Turenne. Uit het huwelijk zijn vier kinderen bekend: een zoon Gerold III (overleden in 1160), die zijn vader opvolgde als graaf van Armagnac, een zoon Odo en twee dochters wier namen onbekend gebleven zijn. Er wordt hem ook een buitenechtelijke zoon toegeschreven: Loup Sancho, die in 1104 in Géou een donjon liet bouwen.